# 네덜란드 왕립 해군

네덜란드 왕립 해군 (네덜란드어: Koninklijke Marine)은 네덜란드 왕국의 해군이다. 네덜란드 왕립해군의 기원은 합스부르크 네덜란드를 통치했던 합스부르크 가문과 벌인 독립 전쟁인 80년 전쟁 (1568년~1648년)으로 거슬러 올라간다.
17세기 동안 네덜란드 공화국 해군(1581년~1795년)은 세계에서 아주 강력한 해군으로 손꼽혔으며, 영국-네덜란드 전쟁, 프랑스-네덜란드 전쟁, 스페인을 비롯한 여러 유럽 강대국들과 벌인 전쟁에서 활약했다. 훗날 바타비아 공화국 (1795년~1806년)과 네덜란드 왕국 (1806년~1810년)의 바타비아 해군은 프랑스의 국익 추구에 많이 억눌리긴 했지만, 나폴레옹 전쟁에서 적극적인 역할을 했다.
근대 네덜란드 왕국이 수립된 후, 네덜란드 왕립해군은 특히 동남아시아에서 네덜란드 식민 통치를 보장하는 데 중요한 역할을 했으며, 제2차 세계 대전에서는 특히 일본 제국 해군에 대항하여 의미있는 역할을 해냈다. 제2차 세계 대전 이후, 네덜란드 왕립해군은 평화유지군 활동에 여러 차례 참여했다.